# Ostasiatischer Verein
Der Ostasiatische Verein – German Asia-Pacific Business Association (Ostasiatischer Verein e. V.) – ist ein Außenwirtschaftsverein zur Förderung der wirtschaftlichen Beziehungen zwischen den Ländern des Asien-Pazifik-Raumes und Deutschland. Er arbeitet branchenübergreifend und ist einer der fünf Trägerverbände des Asien-Pazifik-Ausschusses der Deutschen Wirtschaft  (APA).

## Geschichte
Der Verein wurde am 13. März 1900 von 16 Kaufleuten in Hamburg gegründet, mit der Absicht, „einen Verein für deutsche Interessen im östlichen Asien mit Sitz in Hamburg ins Leben zu rufen“. Den Anstoß zur Vereinsgründung gab Carl Illies (1840–1910). Dieser war von 1900 bis 1904 zudem erster Vorsitzender des Vereins, während Paul Pickenpack (1834–1903) zum ersten Stellvertretenden Vorsitzenden gewählt wurde. Nach dem Verlust der deutschen Kolonien kooperierte der Verein seit 1920 mit dem Verband für den Fernen Osten. Zunächst konzentrierte er sich auf die deutschen Interessen in China. Ab 1934, mit dem Vorsitzenden Emil Helfferich, wuchs das Interesse am faschistischen Japan. Das Vereinsgebäude erlitt während der Luftangriffe auf Hamburg schwere Beschädigungen. Helfferich wurde nach dem Zweiten Weltkrieg von den Alliierten verhaftet und der Geschäftsführer Otto Richter in die USA gebracht.

## Aufgaben und Organisation
Der OAV zählt heute rund 500 Mitglieder. Diese setzen sich überwiegend aus deutschen Klein-, Mittelstands- und Großunternehmen mit Interessen im asiatischen Raum zusammen (ca. 400 Mitgliedsunternehmen). Des Weiteren sind unter den Mitgliedern auch Institutionen und Privatpersonen vertreten. Die Geschäftsstelle des Vereins befindet sich in Hamburg.
Der Verein ist einer von fünf Trägerverbänden des Asien-Pazifik-Ausschusses der deutschen Wirtschaft.
Das Amt des Vorsitzenden hat seit 2023 Arnd Nenstiel, Senior Project Lead EU Green Deal der Bayer AG, inne. Geschäftsführendes Vorstandsmitglied ist Daniel Marek.
Der OAV informiert über wirtschaftliche und politische Ereignisse in Asien, organisiert Veranstaltungen und vertritt die Interessen seiner Mitglieder.
Hierzu führt der OAV deutschlandweit Veranstaltungen wie Wirtschaftsforen mit Vertretern asiatischer Länder und bilaterale Wirtschaftstage sowie Delegations- und Markterkundungsreisen nach Asien durch. Das Ostasiatische Liebesmahl, das einmal im Jahr in Hamburg stattfindet, ist eine der bedeutendsten Asienveranstaltungen in Deutschland. Als Wirtschaftsverein steht der OAV in engem Kontakt mit der Bundesregierung, den Regierungen und Botschaften der asiatischen Staaten sowie mit Verbänden und Nichtregierungsorganisationen.
Zudem wird vom OAV quartalsweise die Zeitschrift „Insight Asia-Pacific“ (IAP) mit Artikeln zu aktuellen wirtschaftlichen und politischen Themen der Region Asien-Pazifik herausgebracht.

## OAV Young Leaders
Die OAV-Mitgliedsunternehmen finden sich im OAV Young Leaders Programm zusammen. Ziel ist es, ein eigenes Netzwerk aufzubauen, um gegenseitig Asieninformationen auszutauschen und bereits vorhandene Kenntnisse zu vertiefen. Die Young Leaders treffen sich zu separaten Unternehmensbesichtigungen und regelmäßigen Netzwerk-Events im gesamten Bundesgebiet sowie in ausgewählten Standorten in der Region Asien-Pazifik.

## Ostasiatisches Liebesmahl
Das Ostasiatische Liebesmahl ist eine Veranstaltung des OAV, die einmal jährlich im Frühjahr in Hamburg stattfindet. Es wurde zum ersten Mal 1901 abgehalten mit der Intention der „Schaffung und Erleichterung des geselligen Verkehrs unter den Mitgliedern und Besprechung der deutschen Interessen in möglichst regelmäßigen Zusammenkünften“.  Der Ehrengast des ersten Liebesmahls war Prinz Heinrich von Preußen, Bruder von Kaiser Wilhelm II.
Das Ostasiatische Liebesmahl ist ein wichtiges Treffen für den internationalen Erfahrungs- und Interessenaustausch zwischen den Mitgliedern des OAV, Politik und Diplomatie. Traditionell gibt es jedes Jahr einen bekannten Ehrengast und Festredner.